# 女捜査官 (1976年の映画)
『女捜査官』（おんなそうさかん、原題：Scorchy）は、1976年公開のアメリカの犯罪映画。
ハワード・アヴェディスが脚本・監督を担当し、コニー・スティーヴンスやチェーザレ・ダノヴァ、ウィリアム・スミス、ノーマン・バートン、ジョン・デイヴィス・チャンドラー、ジョイス・ジェイムソンらが出演した。
日本では、『女探偵スコーチー危機連発！』と別題で、テレビ放映されたこともある。

## あらすじ
シアトルに駐在する連邦麻薬捜査官のジャッキー・パーカーは、麻薬密売人であるフィリップ・ビアンコを捜査するために潜入捜査を行う。

## 出演
- ジャッキー・パーカー - コニー・スティーヴンス（英語版）
- フィリップ・ビアンコ - チェーザレ・ダノヴァ（英語版）
- カール・ヘンリッチ - ウィリアム・スミス（英語版）
- フランク・オブライエン署長 - ノーマン・バートン（英語版）
- ニッキー - ジョン・デイヴィス・チャンドラー
- メアリー・デイヴィス - ジョイス・ジェイムソン
- アラン - グレッグ・エヴィガン
- スティーヴ - ニック・ディミトリ（英語版）
- チャーリー - Nate Long
- スージー - Ingrid Cedergren
- マリア - Ellen Thurston
- Counterman - Ray Sebastian
- ディミトリ - Mike Esky
- ビッグ・ボーイ - Gene White
- クラウディア・ビアンコ - マルレーネ・シュミット

## 公開
1976年10月8日にアメリカン・インターナショナル・ピクチャーズから公開された。